# ヤブキサドヤ
ヤブキサドヤは、松竹芸能に所属していたお笑いコンビである。2014年に結成し、2024年に解散した。

## メンバー
- 矢吹 純一郎（やぶき じゅんいちろう、1982年8月7日 - ）

ボケ担当、立ち位置は向かって左
岡山県岡山市出身
- 佐渡谷 賢司（さどや けんじ、1985年1月22日 - ）

ツッコミ担当、立ち位置は向かって右
群馬県前橋市出身
解散後は「ロマンチックプリンス」を結成。

## 芸風
主に漫才。佐渡谷がやりたいことを言って、矢吹が言葉に近いものをボケて、佐渡谷が修正しながら突っ込むが矢吹が途中である人物（夏木マリなど）の情報を言って突っ込むスタイルに変わり、さらに途中で佐渡谷も人物の名前を言って、最後に二人が人物の名前を連呼した後に矢吹が「みんな大好き!」、佐渡谷が「◯◯!」の後に、矢吹が「ドーン!」と言ってネタが終了する。

## 出演番組
- 新春大売り出し！さんまのまんま（関西テレビ、2021年1月2日放送）

## 作品

### 連載コラム
- 松竹FAN座ボッキン団！（2021年6月19日[3]‐、FANZAニュース）